# Rivulus cylindraceus
El rivulo de Cuba o rivulo cubano (Rivulus cylindraceus) es una especie de pez actinopeterigio de agua dulce, de la familia de los rivulines.
Es codiciado por su belleza para su comercialización en acuariofilia, resultando muy fácil su mantenimiento en acuario, donde prefiere agua tropical de pH neutro y temperatura entre 22 °C y 24 °C.

## Morfología
Con cuerpo de bello colorido, la longitud máxima descrita para los machos es de 5,5 cm.

## Distribución y hábitat
Se distribuye por cuencas fluviales de ríos costeros en la mitad occidental de la isla de Cuba, en las provincias de La Habana, Pinar del Río y la Isla de la Juventud, donde la población parece estable y no está amenazada. Pez de comportamiento bentopelágico, se le encuentra en arroyos de montaña, llegando a ser abundante en ríos y lagos con clara y abundante vegetación. Los huevos de esta especie son capaces de resistir la desecación parcial.